# Kaijiang
Kaijiang, tidigare stavat Kaikiang, är ett härad som lyder under Dazhous stad på prefekturnivå i Sichuan-provinsen i sydvästra Kina.